# Zarina Dias
Zarina Dias (kazajo: Зарина Диас; Almatý, 18 de octubre de 1993) es una tenista profesional kazaja. Su nombre se translitera al inglés como Zarina Diyas. 
Dias ha ganado cinco títulos en sencillos en el tour de la ITF en su carrera. El 13 de octubre de 2014 alcanzó su mejor ranking en sencillos, el número 34 del mundo. En junio de 2015, alcanzó el puesto número 89 del mundo en el ranking de dobles.
Dias hizo su debut para el equipo de Kazajistán de la Copa Federación en 2009, acumulando un registro global de 5-2.

## Títulos WTA (1; 1+0)

### Individual (1)
| Leyenda                         |
| Grand Slam (0)                  |
| Juegos Olímpicos (0)            |
| WTA Tour Championships (0)      |
| WTA Tournament of Champions (0) |
| Premier Mandatory (0)           |
| Premier 5 (0)                   |
| Premier (0)                     |
| International (1)               |

| N.º | Fecha                    | Torneo                | Superficie | Oponente en la final | Resultado |
| 1.  | 17 de septiembre de 2017 | Tokio (International) | Dura       | Miyu Kato            | 6-2, 7-5  |

#### Finalista (1)
| N.º | Fecha                 | Torneo | Superficie | Oponente en la final | Resultado   |
| 1.  | 12 de octubre de 2014 | Osaka  | Dura       | Samantha Stosur      | 6-7(7), 3-6 |

## ITF

### Individuales
| Torneos de $100 000 |
| Torneos de $75 000  |
| Torneos de $50 000  |
| Torneos de $25 000  |
| Torneos de $15 000  |
| Torneos de $10 000  |

| Resultado   | N.º | Fecha                   | Torneo               | Superficie | Oponentes               | Resultado     |
| ----------- | --- | ----------------------- | -------------------- | ---------- | ----------------------- | ------------- |
| Campeona    | 1.  | 17 de noviembre de 2008 | Astaná, Kazajistán   | Dura       | Tetyana Arefyeva        | 7-5, 6-4      |
| Campeona    | 2.  | 29 de junio de 2009     | Stuttgart, Alemania  | Arcilla    | Katalin Marosi          | 6-1, 6-2      |
| Subcampeona | 1.  | 29 de junio de 2009     | Roma, Italia         | Arcilla    | Patricia Mayr           | 6-7(2-7), 4-6 |
| Subcampeona | 2.  | 21 de marzo de 2011     | Kunming, China       | Arcilla    | Iryna Brémond           | 6-1, 2-6, 3-6 |
| Campeona    | 3.  | 17 de junio de 2012     | Bujará, Uzbekistán   | Dura       | Liudmila Kichenok       | 6-0, 6-0      |
| Subcampeona | 3.  | 28 de octubre de 2012   | Taipéi, Taipéi Chino | Dura       | Zheng Saisai            | 4-6, 1-6      |
| Campeona    | 4.  | 20 de octubre de 2013   | Makinohara, Japón    | Césped     | Belinda Bencic          | 6-3, 6-4      |
| Subcampeona | 4.  | 2 de noviembre de 2013  | Taipéi, Taipéi Chino | Arcilla    | Paula Kania             | 1-6, 3-6      |
| Subcampeona | 5.  | 4 de enero de 2014      | Hong Kong, China     | Dura       | Yelizaveta Kulichkova   | 2-6, 2-6      |
| Campeona    | 5.  | 7 de marzo de 2014      | Quanzhou, China      | Dura       | Noppawan Lertcheewakarn | 6-1, 6-1      |

### Dobles
| Torneos de $100 000 |
| Torneos de $75 000  |
| Torneos de $50 000  |
| Torneos de $25 000  |
| Torneos de $15 000  |
| Torneos de $10 000  |

| Resultado   | N.º | Fecha              | Torneo           | Superficie | Compañera  | Oponentes              | Resultado |
| ----------- | --- | ------------------ | ---------------- | ---------- | ---------- | ---------------------- | --------- |
| Subcampeona | 1.  | 3 de enero de 2014 | Hong Kong, China | Dura       | Zhang Ling | Misa Eguchi Eri Hozumi | 4-6, 2-6  |